# Commelina appendiculata
Commelina appendiculata är en himmelsblomsväxtart som beskrevs av Charles Baron Clarke. Commelina appendiculata ingår i släktet himmelsblommor, och familjen himmelsblomsväxter. Inga underarter finns listade.